# Florian Cnudde
Pour les articles homonymes, voir Cnudde.
Florian Cnudde, né le 27 janvier 1999 à Uccle, est un pongiste belge.

## Biographie

### Carrière sportive
Florian Cnudde commence le tennis de table au Royal Alpa Schaerbeek. Il gravit vite les échelons et obtient à l'âge de 17 ans son premier classement A (A26). Lors de la saison 2014-2015, il est un grand artisan du titre de champion de Nationale 1 et de la montée en Superdivision de son équipe. Il évolue en Superdivision pendant trois saisons avant de rejoindre l'Allemagne et le club de Sarrebruck. En 2020, il rejoint l'indeland Jülich (de) en deuxième division allemande où rejoignent ensuite ses compatriotes Robin Devos en 2021 et Laurens Devos en 2022,.
En mars 2017, Cnudde remporte les championnats de Belgique en double aux côtés de Julien Indeherberg. L'année suivante, il atteint les demi-finales en simple en éliminant Laurens et Robin Devos (alors deuxième joueur de Belgique) aux tours précédents avant d'être éliminé par Yannick Vostes,.
Cnudde a obtenu sa meilleure place au classement mondial en octobre 2019 avec une 195e place et est classé A5 (cinquième meilleur de joueur de Belgique) depuis 2020,.

## Palmarès
2010
- Champion de Belgique pré-minime
- Champion de Belgique pré-minime en double avec Antoine Vangottom
- Champion de Belgique pré-minime en double mixte avec Lindsay De Vos

2012
- Champion de Belgique minime

2014
- Troisième de l'Open d'Espagne cadet en simple

2015
- Champion de Nationale 1 belge et promotion en Superdivision avec le Royal Alpa Schaerbeek

2016
- Finaliste de l'Open de Belgique junior en simple
- Troisième aux Championnats d'Europe juniors en équipe pour la Belgique avec Laurens Devos et Thibaut Darcis
- Troisième de l'Open de Belgique junior en double avec Valentin Pieraert
- Troisième de l'Open d'Italie junior en double avec Laurens Devos

2017
- Champion de Belgique en double avec Julien Indeherberg à Louvain-la-Neuve
- Troisième de l'Open de Belgique junior en double avec Laurens Devos

2020
- Médaille de bronze aux Championnats d'Europe U21 en double avec Laurens Devos

2023
- Vice-champion de Belgique en double avec Laurens Devos à Knokke